# Arquitectura cuántica
La arquitectura cuántica es la tendencia de crear espacios habitables para un entorno cuántico, una respuesta constructiva para la nueva percepción del espacio y sus relaciones derivada de las aplicaciones prácticas y cotidianas de la física cuántica, caracterizadas por la disponibilidad de información total e instantánea en un contexto de simultaneidad, superposición escénica e indefinición de ubicuidad, lo cual obliga al ejercicio de enfocar las referencias para cada acción.

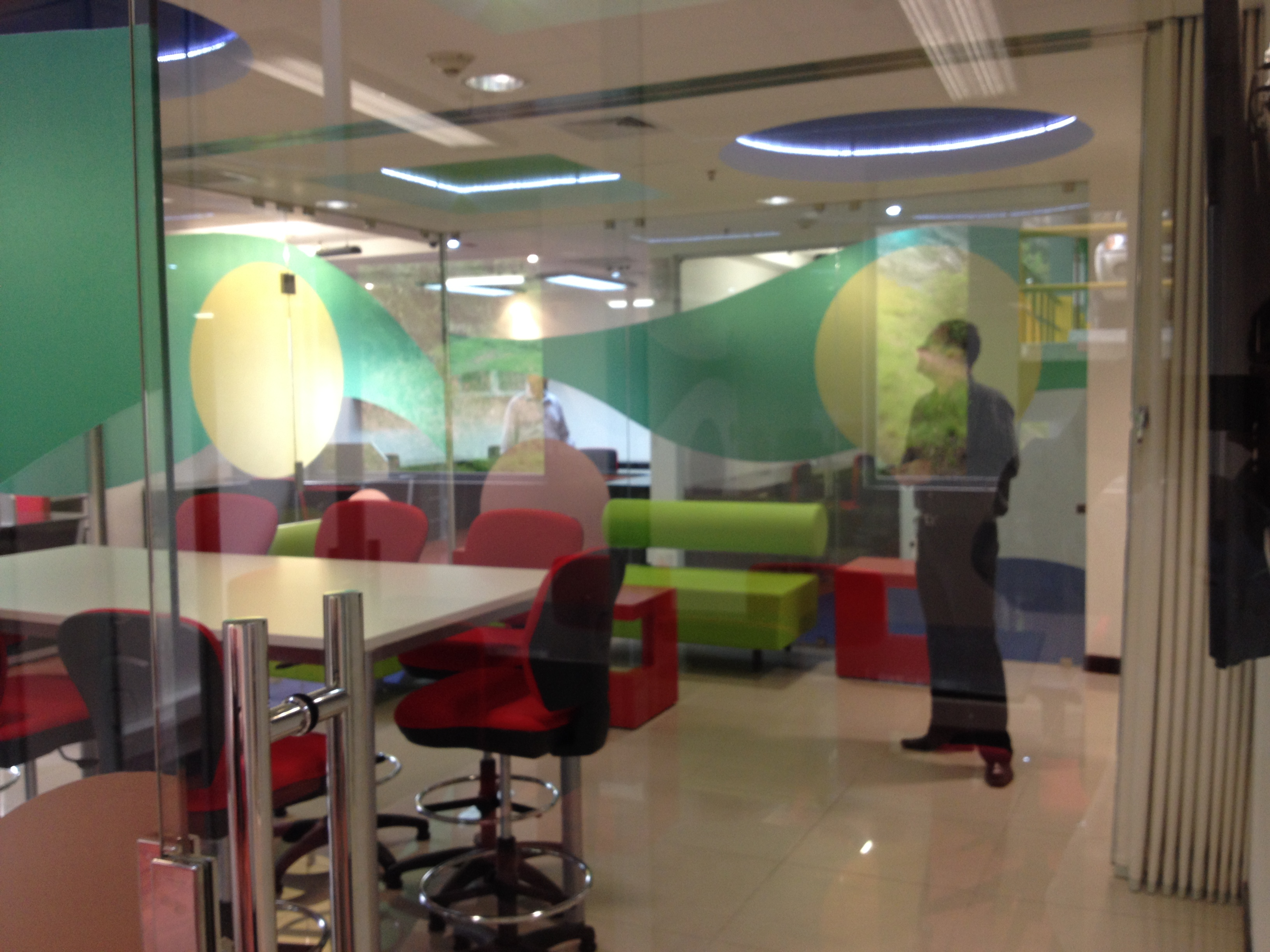
Arquitectura para entorno cuántico, proyecto TELECOM por Ibo Bonilla

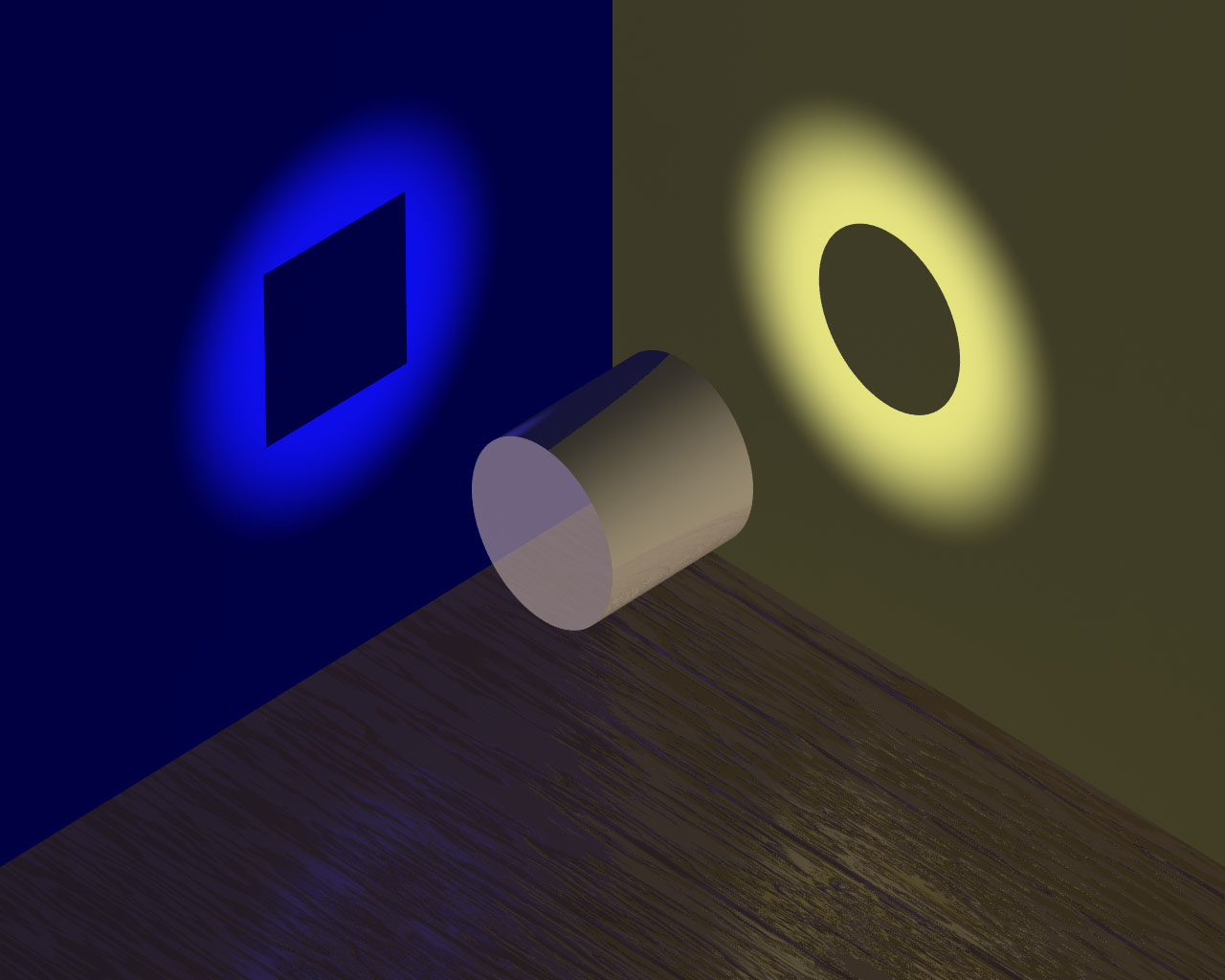
Imagen ilustrativa de la dualidad onda-partícula, en el que se aprecia cómo un mismo fenómeno puede ser percibido de dos modos distintos.

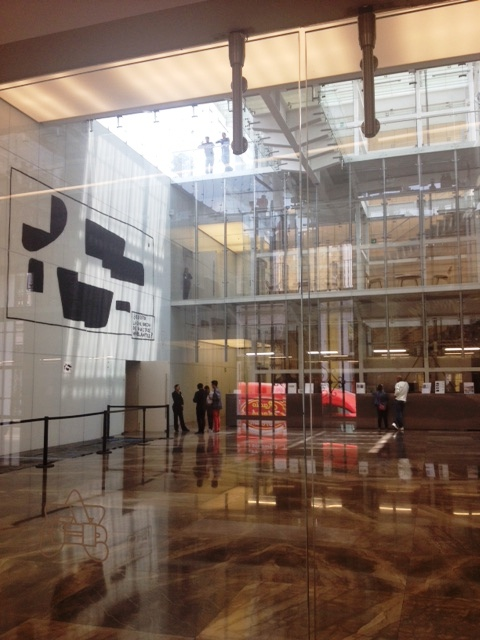
Vista del vestíbulo del Museo Amparo, una remodelación hecha por el arquitecto mexicano Enrique Norten. Puebla, México

## Definición
Andrés Weil indica que “de un modo análogo al principio onda-partícula de la física cuántica, la fenomenología arquitectónica opera bajo el principio dual idea-materia: el observador es parte y creador de la realidad que observa. Se puede afirmar que la fenomenología arquitectónica corresponde al estudio de la “física del sentido común” que acepta los hechos sin juzgarlos previamente y pone el foco de atención en el sentido de las cosas que hacemos".
Precisando un poco más Ibo Bonilla ha definido la arquitectura cuántica como “el entorno arquitectónico donde los espacios se caracterizan por medición relativa, superposición escénica, referencias repartidas, incertidumbre posicional, entrelazamiento, temporalidad, enfoque, voluntad, presencia global e inmediatez con entes y objetos considerados paquetes de información. Es la arquitectura consecuente con una nueva relación persona-información-espacio-tiempo derivada de la interrelación de la física cuántica con los sistemas de información cuántica y la comunicación multimedia global instantánea.”
Emulando los principios de la mecánica cuántica el arquitecto y matemático Bonilla, resume algunos de los principios más comunes que por ahora caracterizan la tendencia: 
- “Simultaneidad escénica compositiva del espacio arquitectónico (minimizando la narrativa lineal). Percepción e interacción de entes-objetos-espacio con aspectos como: superposición, medición relativa, referencias repartidas, incertidumbre posicional, entrelazamiento, presencia global e inmediatez con entes y objetos considerados paquetes de información.

- Superposición:  espacios que pueden poseer más de un estado a la vez, en otras palabras, se encuentran en realidad "repartida" entre todos los estados que le sean accesibles.

- Medición relativa:  las mediciones no son un proceso pasivo como se suponía en la mecánica clásica, ya que altera al sistema. Dar dimensiones fijas a un espacio distorsiona su espacialidad al separarlo de su entorno implicado activamente.

- Referencias repartidas:  Un espacio que se encuentra repartido entre todos sus estados accesibles, al ser definido por medidas altera su estado superpuesto determinando en qué estado particular se encuentra, de entre una variedad de estados posibles.

- Incertidumbre posicional:  En la teoría cuántica, algunos pares de propiedades físicas son complementarias (por ejemplo, la posición y el momentum), en el sentido de que es imposible saber el valor exacto de ambas. Si se mide una propiedad, necesariamente se altera la complementaria, perdiéndose cualquier noción de su valor exacto. Cuanto más precisa sea la medición sobre una propiedad, mayor será la incertidumbre de la otra propiedad.

- Entrelazamiento:  Dos espacios y/o perspectivas cuánticas pueden tener estados fuertemente correlacionados, debido a que se generaron al mismo tiempo o a que interactuaron, por ejemplo, durante un choque. Cuando esto ocurre se dice que sus estados están entrelazados, lo que provoca que la medición sobre una de ellas determina inmediatamente el estado de la otra, sin importar la distancia que las separe.

- Presencia global e inmediatez:  entre entes y objetos considerados paquetes de información. Espacios donde todos y cada uno de los elementos arquitectónicos, equipos, software y personas, son paquetes de información inmediata, mediata y lejana pero instantánea entiempo real interactuando con el sistema global de información.

- Voluntad:  la composición arquitectónica migra hacia el enfoque, donde la “voluntad” origina resultados más líquidos y maleables para atender las oscilaciones de la adaptación continua, donde las voluntades sintonizadas determinan la disposición de uso para un tiempo-espacio específico”[3]

## Antecedentes
Al cumplir 100 años de haber sido descubierta la física cuántica se empieza a sentir con toda fuerza el impacto de sus aplicaciones cotidianas (voz y datos global e instantánea, GPS, láser, radiaciones ionizantes, nanotecnología, equipos en general con microchips, entre otros) modificando la percepción del espacio arquitectónico, donde éste y sus usuarios se entienden y relacionan como paquetes de información.
La física cuántica conocida como mecánica cuántica es, cronológicamente, la última de las grandes ramas de la física. Se formuló a principios del siglo XX, casi al mismo tiempo que la teoría de la relatividad, aunque el grueso de la mecánica cuántica se desarrolló a partir de 1920 (teoría de la relatividad especial en 1905 y la teoría general de la relatividad en 1915). 
La física cuántica fue descubierta ahora, pero siempre ha estado aquí, como indican los estudios antropológicos de culturas ancestrales como la cultura asiria, egipcia, hebrea, griega, maya, hindú, hopi, bribri, el chamanismo ancestral de todas las culturas, la islámica o la antigua china
Una vez más la academia está en proceso de revisar las bases del conocimiento arquitectónico de modo que se pueda restablecer una coherencia entre teoría y práctica. 
Según Andrés Weil, “algo similar sucedió con el Movimiento Moderno el que, inspirado esta vez en la plástica de la Bauhaus, pretendió establecer la “manera correcta” de hacer arquitectura a partir de leyes objetivas consecuentes con el ideal científico que movilizó a la sociedad de mediados del siglo XX. La arquitectura, como expresión física de su fenomenología, es espejo de la sociedad que la origina y también un medio para su transformación”.
Salvador Jara (2003) en  “La revolución conceptual de la mecánica cuántica” menciona que “en la arquitectura nos encontramos con sorprendentes ejemplos, apropiándose e de esas características de incertidumbre, inestabilidad y complejidad”.  El arquitecto Bernard Tschumi (1995) afirma: “La complejidad de la arquitectura comienza con la imposibilidad de cuestionar la naturaleza del espacio y a la vez construir o experimentar un espacio verdadero”. Shusaku Arakawa y Madeline Gins diseñaron una unidad habitacional con el propósito de imaginar un espacio donde “será posible estar exactamente en donde uno está y simultáneamente estar exactamente en algún otro sitio”, “como cualquier gato de Schrödinger”.
Otro hito más reciente (2014) es el “Centro de creatividad” diseñado por el arquitecto y escultor Ibo Bonilla para una institución rectora de telecomunicaciones,  con el encargo de disponer de un entorno apropiado para la búsqueda de soluciones innovadoras en su área, un espacio que a sus ingenieros les hiciera salir de la inercia de las soluciones tradicionales generadas en espacios de referencias cartesianas convencionales.
En esta obra amplía la gama de recursos para, según su autor, “caracterizar los espacios por su percepción difusa dada la superposición escénica de transparencias y veladura en variados tonos y texturas salpicados de brillos, efectos de luz, multitonos, degradados, claroscuros, matices, vaporosidad, movimiento, potenciados por reflejos tridimensionales multicapa, efectos holograma y caleidoscopio, uso del ciclorama fotográfico para integrar pisos, cielos y paredes, pantallas táctiles interactivas gran formato tipo ventana inteligente, entre lo cual se mueven los habitantes de las fases espaciales, integrando información inmediata, multireflejo, virtual, de interfase, adimensional, remota y global”

## Representantes de la Arquitectura cuántica
- Bernard Tschumi
- Shusaku Arakawa
- Madeline Gins
- Ibo Bonilla
- Frank Gehry
- David Archilla
- Sergio Pons